# Takis Spetsiotis
Takis Spetsiotis (Pireu, 1954) és un escriptor i director grec. Va créixer a Ermioni, d'on va marxar l'any 1971. Ha dirigit curtmetratges i llargmetratges i ha escrit novel·les. La pel·lícula Metéoro kai skiá sobre la vida de Napoleon Lapathiotis va guanyar el primer premi estatal a la millor pel·lícula el 1985.

## Filmografia

### Τelevisió
- 1993 Anatomía enós enklímatos: Kathartírio
- 1994 Anatomía enós enklímatos: Skhési storgís

### Cinema
- 1976 I Líza kai i álli
- 1977 Kalloní (curtmetratge)
- 1981 Stin anapaftikí meriá
- 1985 Metéoro kai skiá
- 1987 Eis to fos tis iméras
- 1991 Korákia (í "To parápono tou nekrotháfti")

### Teatre
- 1999-2001 Psychología Syrianoú syzýgou d'Emmanouíl Roḯdi
- 2003 O monólogos tou vasiliá Leopóldou de Mark Twain
- 1999-2001 Ψυχολογία Συριανού συζύγου του Εμμανουήλ Ροΐδη

## Llibres
- 1996  Ston Kósta Tachtsí antí stefánou, Odós Panós
- 1999  Chaíre Napoléon
- 2003 Deltíon taftótitos
- 2005 Antouanétta Angelídi
- 2006 Tachtsís - Den ntrépomai
- 2007 Triandríes kai Sía
- 2009 Grammatikós s' éna paidí tou drómou
- 2009 To állo krevátic
- 2011 Evgenía Chatzíkou: Notebook
- 2023 Prosefchés éktaktis anánkis